# إيغل أوستينستاد
إيغل أوستينستاد (بالنرويجية البوكمول: Egil Østenstad)‏ (مواليد 2 يناير 1972) هو لاعب كرة قدم. يلعب مع منتخب النرويج لكرة القدم. سبق له أن لعب في كأس العالم لكرة القدم مع منتخب بلاده.

## روابط خارجية
- إيغل أوستينستاد على موقع الاتحاد الدولي (مؤرشف)  (الإنجليزية)
- إيغل أوستينستاد على موقع الاتحاد الأوربي (الإنجليزية)
- إيغل أوستينستاد على موقع اتحاد النرويج (النرويجية)
- إيغل أوستينستاد على موقع قاعدة بيانات كرة القدم.إي يو (الإنجليزية)
- إيغل أوستينستاد على موقع ناشيونال فوتبول تيمز (الإنجليزية)
- إيغل أوستينستاد على موقع Soccerbase.com (لاعب) (الإنجليزية)
- إيغل أوستينستاد على موقع عالم كرة القدم.نت (الإنجليزية)